# PGC 2047592
LEDA/PGC 2047592 ist eine Elliptische Galaxie vom Hubble-Typ E0 im Sternbild Herkules am Nordsternhimmel. Sie ist schätzungsweise 1,15 Milliarden Lichtjahre von der Milchstraße entfernt und hat eine Ausdehnung von etwa 150.000 Lichtjahren.
Im selben Himmelsareal befinden sich unter anderem die Galaxien PGC 2042367, PGC 2044138, PGC 2045658, PGC 2046648.